# Renée Cretté-Flavier
Renée Cretté-Flavier est une plongeuse française née le 20 août 1902 à Paris et morte le 25 mai 1985 à Lyon.

## Biographie
Aux Jeux olympiques d'été de 1928 à Amsterdam, Renée Cretté-Flavier est éliminée en qualifications du plongeon sur plateforme à 10 mètres.
Elle est médaillée de bronze en plateforme à 10 mètres aux Championnats d'Europe de natation 1931 à Paris.